# Бук (Дмитровский район)
Бук — посёлок в Дмитровском районе Орловской области. Входит в состав Малобобровского сельского поселения.

## География
Расположен на юге района, в 15 км к югу от Дмитровска у границы с Железногорским районом Курской области. Состоит из 1 улицы, протянувшейся с северо-запада на юго-восток. Высота над уровнем моря — 257 м. К востоку от посёлка находится исток реки Буковицы.

## История
По состоянию на 1926 год посёлок входил в состав Малобобровского сельсовета Круглинской волости Дмитровского уезда. В то время здесь было 14 дворов, проживало 82 человека (42 мужского пола и 40 женского). В 1937 году в посёлке было 15 дворов. Во время Великой Отечественной войны, с октября 1941 года по август 1943 года, Бук находился в зоне немецко-фашистской оккупации. Активные бои за посёлок велись в мае и августе 1943 года. Захоронение солдат, погибших в боях за освобождение посёлка, после войны было перенесено в общую братскую могилу села Малое Боброво.

## Население
| 1926 | 2002 | 2010 |
| ---- | ---- | ---- |
| 82   | ↘1   | →1   |